# Lyoathelia laxa
Lyoathelia laxa är en svampart som först beskrevs av Edward Angus Burt, och fick sitt nu gällande namn av Hjortstam & Ryvarden 2004. Lyoathelia laxa ingår i släktet Lyoathelia och familjen Atheliaceae.   Inga underarter finns listade i Catalogue of Life.